# Yoshikatsu Kawaguchi
Yoshikatsu Kawaguchi (川口 能活, Kawaguchi Yoshikatsu, Fuji, 15 juli 1975) is een Japans voormalig doelman in het betaald voetbal. In februari 1997 debuteerde hij in het Japans voetbalelftal, waarvoor hij meer dan honderd interlands speelde.

## Europa
In 2001 kwam hij van Yokohama F. Marinos naar Portsmouth FC, maar bij de Engelse club wist hij niet door te breken. Later vertrok Kawaguchi naar FC Nordsjælland, maar ook daar kreeg hij weinig speeltijd. Daarop keerde hij terug naar Japan.

## Olympische Spelen
Kawaguchi vertegenwoordigde zijn vaderland op de Olympische Spelen 1996 in Atlanta. Ondanks een overwinning op Brazilië (1-0) werd de Japanse olympische selectie onder leiding van bondscoach Akira Nishino al in de groepsronde uitgeschakeld.

## Statistieken

### Club
| Seizoen | Club                | Duels | Goals | Competitie     |
| 1995/96 | Yokohama F. Marinos | 41    | 0     | J-League       |
| 1996/97 | Yokohama F. Marinos | 15    | 0     | J-League       |
| 1997/98 | Yokohama F. Marinos | 22    | 0     | J-League       |
| 1998/99 | Yokohama F. Marinos | 34    | 0     | J-League       |
| 1999/00 | Yokohama F. Marinos | 28    | 0     | J-League       |
| 2000/01 | Yokohama F. Marinos | 21    | 0     | J-League       |
| 2001/02 | Portsmouth FC       | 11    | 0     | Premier League |
| 2002/03 | Portsmouth FC       | 1     | 0     | Premier League |
| 2003/04 | FC Nordsjælland     | 8     | 0     | SAS Ligaen     |
| 2004/05 | FC Nordsjælland     | 0     | 0     | SAS Ligaen     |
| 2005/06 | Júbilo Iwata        | 29    | 0     | J-League       |
| 2006/07 | Júbilo Iwata        | 11    | 0     | J-League       |
| 2006/07 | Júbilo Iwata        | 34    | 0     | J-League       |
| 2007/08 | Júbilo Iwata        | 32    | 0     | J-League       |
|         | Totaal              | 387   | 0     |                |

### Interlands
| Japans voetbalelftal | Japans voetbalelftal | Japans voetbalelftal |
| Jaar                 | Wed.                 | Dlp.                 |
| -------------------- | -------------------- | -------------------- |
| 1997                 | 21                   | 0                    |
| 1998                 | 9                    | 0                    |
| 1999                 | 3                    | 0                    |
| 2000                 | 8                    | 0                    |
| 2001                 | 9                    | 0                    |
| 2002                 | 2                    | 0                    |
| 2003                 | 2                    | 0                    |
| 2004                 | 11                   | 0                    |
| 2005                 | 14                   | 0                    |
| 2006                 | 19                   | 0                    |
| 2007                 | 12                   | 0                    |
| 2008                 | 6                    | 0                    |
| Totaal               | 116                  | 0                    |

## Erelijst
Portsmouth
- Football League First Division

2003